# Hay una cosa que te quiero decir
Hay una cosa que te quiero decir es un programa de televisión emitido en Telecinco desde el 24 de abril de 2012. Esta versión del formato italiano C'è posta per te obtuvo en su estreno un 15,8% de share y fue líder en varias emisiones durante la primera temporada. En cuanto a la mecánica, en cada programa solían asistir una o más celebridades para sorprender a los invitados en plató. La adaptación estaba basada en el programa Hay una carta para ti, presentado por Isabel Gemio y emitido en Antena 3 entre 2002 y 2004. Ocho años después, Telecinco recuperó el formato y lo presentó Jorge Javier Vázquez. Más tarde, en 2014, Jorge Javier abandonó el programa para centrarse en otros formatos de la cadena, por lo que Hay una cosa que te quiero decir pasó a ser presentado por Jordi González. Sin embargo, tras unos meses de descanso, Jorge Javier volvió a presentar el programa.

## Mecánica
Este programa se basa en que una persona (denominada como remitente) llama al programa principalmente para poder reencontrarse con otra persona (denominada como destinatario) que no mantiene contacto desde hace mucho tiempo o para comunicarle algo especial. Entonces una persona (denominada como emisario) es enviada para comunicar y entregar una carta al destinatario de que está invitado al programa, pero no sabe quién es el verdadero remitente.
El destinatario puede aceptar o rechazar la invitación. Cuando el remitente y el destinatario están en plató, separados por un sobre, el sobre se despliega y el destinatario decide si quiere escuchar lo que le tiene que decir el remitente o cerrar el sobre. Si escoge que quiere escucharle, le escucharía y se reencontrarían.  En el caso de que decidiera que no quiere escucharle, el sobre se cerraría y no se reencontrarían.

## Equipo

### Presentador
Presentador fijo
| Edición              | 1    | 2         | 3         | 4    | 5         | 6    | 7    |
| Año                  | 2012 | 2012-2013 | 2013-2014 | 2014 | 2014-2015 | 2025 | 2026 |
| -------------------- | ---- | --------- | --------- | ---- | --------- | ---- | ---- |
| Jorge Javier Vázquez |      |           |           |      |           |      |      |
| Jordi González       |      |           |           |      |           |      |      |

## Episodios y audiencias
| Temporada | Temporada | Episodios | Estreno                  | Final                 | Audiencia media | Audiencia media | Audiencia media |
| Temporada | Temporada | Episodios | Estreno                  | Final                 | Espectadores    | Cuota           |                 |
| --------- | --------- | --------- | ------------------------ | --------------------- | --------------- | --------------- | --------------- |
|           | 1         | 14        | 24 de abril de 2012      | 24 de julio de 2012   | 2 128 000       | 16,1%           |                 |
|           | 2         | 43        | 4 de septiembre de 2012  | 24 de julio de 2013   | 2 443 000       | 18,4%           |                 |
|           | 3         | 27        | 11 de septiembre de 2013 | 15 de marzo de 2014   | 1 882 000       | 15,7%           |                 |
|           | 4         | 30        | 22 de marzo de 2014      | 29 de octubre de 2014 | 1 509 000       | 14,2%           |                 |
|           | 5         | 15        | 5 de noviembre de 2014   | 23 de febrero de 2015 | 1 858 000       | 15,6%           |                 |
|           | 6         | 18        | 4 de enero de 2025       | 7 de junio de 2025    | 962 000         | 11,0%           |                 |
| Total     | Total     |           | 2012                     |                       |                 |                 |                 |

### Temporada 1: 2012
| N.º (serie) | N.º (temp.) | Invitados                                            | Fecha de emisión    | Audiencia         |
| ----------- | ----------- | ---------------------------------------------------- | ------------------- | ----------------- |
| 1           | 1           | «Laura Pausini»                                      | 24 de abril de 2012 | 2 243 000 (15,8%) |
| 2           | 2           | «Bertín Osborne y Eduardo Gómez»                     | 1 de mayo de 2012   | 2 266 000 (15,9%) |
| 3           | 3           | «Rosario Flores y Carlos Baute»                      | 8 de mayo de 2012   | 2 063 000 (14,8%) |
| 4           | 4           | «Malú y María del Monte»                             | 15 de mayo de 2012  | 1 975 000 (14,6%) |
| 5           | 5           | «Melendi»                                            | 22 de mayo de 2012  | 2 282 000 (16,4%) |
| 6           | 6           | «Lolita Flores»                                      | 29 de mayo de 2012  | 2 127 000 (15,4%) |
| 7           | 7           | «Norma Duval, Amaia Montero y Vicky Martín Berrocal» | 5 de junio de 2012  | 2 334 000 (17,1%) |
| 8           | 8           | «Sophia Loren y Andy y Lucas»                        | 12 de junio de 2012 | 2 124 000 (16,5%) |
| 9           | 9           | «Chenoa y Albano Carrisi»                            | 19 de junio de 2012 | 2 081 000 (16,0%) |
| 10          | 10          | «Sharon Stone»                                       | 26 de junio de 2012 | 2 105 000 (15,5%) |
| 11          | 11          | «Rosa López y María Jiménez»                         | 3 de julio de 2012  | 2 176 000 (17,1%) |
| 12          | 12          | «Rossy de Palma y Manuel Díaz "El Cordobés"»         | 10 de julio de 2012 | 2 186 000 (18,0%) |
| 13          | 13          | «Pastora Soler y Lucía Bosé»                         | 17 de julio de 2012 | 1 933 000 (16,3%) |
| 14          | 14          | «José Antonio Canales Rivera y Ecos del Rocío»       | 24 de julio de 2012 | 1 899 000 (16,1%) |

### Temporada 2: 2012 - 2013
| N.º (serie) | N.º (temp.) | Invitados | Fecha de emisión         | Audiencia         |
| ----------- | ----------- | --- | ------------------------ | ----------------- |
| 15          | 1           | «Manuel Carrasco, Mayra Gómez Kemp y Jaime Ostos»                                                                      | 4 de septiembre de 2012  | 2 120 000 (17,1%) |
| 16          | 2           | «Paloma San Basilio, Soraya Arnelas, Vicky Larraz y El sueño de Morfeo»                                                | 11 de septiembre de 2012 | 1 898 000 (15,1%) |
| 17          | 3           | «Fonsi Nieto y Carlinhos Brown»                                                                                        | 18 de septiembre de 2012 | 2 198 000 (16,8%) |
| 18          | 4           | «Sergio Dalma, Fernando Romay y Tico Medina»                                                                           | 25 de septiembre de 2012 | 2 103 000 (15,7%) |
| 19          | 5           | «Tiziano Ferro» | 2 de octubre de 2012     | 2 554 000 (19,6%) |
| 20          | 6           | «Samantha Fox, David Bustamante y El Arrebato»                                                                         | 9 de octubre de 2012     | 2 783 000 (21,2%) |
| 21          | 7           | «Clive Owen y Falete»                                                                                                  | 16 de octubre de 2012    | 2 509 000 (19,3%) |
| 22          | 8           | «Álex Ubago» | 23 de octubre de 2012    | 2 882 000 (21,2%) |
| 23          | 9           | «Los Del Río y Merche»                                                                                                 | 6 de noviembre de 2012   | 2 687 000 (19,9%) |
| 24          | 10          | «India Martínez» | 13 de noviembre de 2012  | 3 230 000 (22,0%) |
| 25          | 11          | «María José Cantudo, Melocos y Rosa Benito»                                                                            | 20 de noviembre de 2012  | 2 772 000 (21,3%) |
| 26          | 12          | «David DeMaría y Alberto Santana»                                                                                      | 27 de noviembre de 2012  | 2 474 000 (20,1%) |
| 27          | 13          | «Los Morancos y Nacha Guevara»                                                                                         | 4 de diciembre de 2012   | 2 864 000 (21,3%) |
| 28          | 14          | «David Cantero y Pitingo»                                                                                              | 11 de diciembre de 2012  | 2 649 000 (19,6%) |
| 29          | 15          | «David Meca y Betty Missiego»                                                                                          | 18 de diciembre de 2012  | 2 661 000 (19,6%) |
| 30          | 16          | «Melendi y Mario Vaquerizo»                                                                                            | 25 de diciembre de 2012  | 1 795 000 (14,3%) |
| 31          | 17          | «Pablo Alborán y José Mota»                                                                                            | 1 de enero de 2013       | 1 948 000 (15,2%) |
| 32          | 18          | «Romina Power y Charo Reina»                                                                                           | 9 de enero de 2013       | 2 455 000 (17,9%) |
| 33          | 19          | «Terelu Campos y La Húngara»                                                                                           | 16 de enero de 2013      | 2 535 000 (18,6%) |
| 34          | 20          | «Manu Tenorio y Sofía Mazagatos»                                                                                       | 23 de enero de 2013      | 2 431 000 (17,4%) |
| 35          | 21          | «Josema Yuste, Millán Salcedo, Santiago Segura, Arévalo, Tony Antonio, Fedra Lorente, Manolo de Vega y Fondo Flamenco» | 29 de enero de 2013      | 2 694 000 (19,4%) |
| 36          | 22          | «Paris Hilton, Malú y Martirio»                                                                                        | 5 de febrero de 2013     | 2 202 000 (17,9%) |
| 37          | 23          | «Tamara y Sabrina Salerno»                                                                                             | 12 de febrero de 2013    | 2 711 000 (19,2%) |
| 38          | 24          | «Francisco» | 19 de febrero de 2013    | 2 869 000 (20,4%) |
| 39          | 25          | «Alaska» | 26 de febrero de 2013    | 2 583 000 (19,1%) |
| 40          | 26          | «Bárbara Rey» | 5 de marzo de 2013       | 2 559 000 (17,8%) |
| 41          | 27          | «Camela y Mari Carmen»                                                                                                 | 12 de marzo de 2013      | 2 104 000 (17,4%) |
| 42          | 28          | «Raffaella Carrá, Emma García y Jorge González»                                                                        | 19 de marzo de 2013      | 2 596 000 (18,8%) |
| 43          | 29          | «Jorge Lorenzo y Rafael Amargo»                                                                                        | 2 de abril de 2013       | 2 540 000 (18,0%) |
| 44          | 30          | «Fran Rivera y Vanesa Martín»                                                                                          | 10 de abril de 2013      | 2 381 000 (16,5%) |
| 45          | 31          | «Anabel Pantoja y Patricia Montero»                                                                                    | 17 de abril de 2013      | 2 292 000 (16,6%) |
| 46          | 32          | «Bernd Schuster y Massiel»                                                                                             | 24 de abril de 2013      | 2 191 000 (16,2%) |
| 47          | 33          | «Ana Diosdado y Imanol Arias»                                                                                          | 1 de mayo de 2013        | 2 340 000 (17,1%) |
| 48          | 34          | «Andy y Lucas y Joaquín Torres»                                                                                        | 8 de mayo de 2013        | 2 357 000 (17,3%) |
| 49          | 35          | «Auryn y Paula Rojo»                                                                                                   | 15 de mayo de 2013       | 2 330 000 (17,1%) |
| 50          | 36          | «Los Chunguitos y Natalia»                                                                                             | 22 de mayo de 2013       | 2 485 000 (18,5%) |
| 51          | 37          | «Nena Daconte» | 29 de mayo de 2013       | 2 368 000 (17,2%) |
| 52          | 38          | «María Pineda y Maika»                                                                                                 | 5 de junio de 2013       | 2 331 000 (17,9%) |
| 53          | 39          | «Cristina Tárrega y Maverick Viñales»                                                                                  | 12 de junio de 2013      | 2 265 000 (17,7%) |
| 54          | 40          | «Nek» | 3 de julio de 2013       | 2 106 000 (17,5%) |
| 55          | 41          | «David Civera y Antonio Carmona»                                                                                       | 10 de julio de 2013      | 1 924 000 (16,3%) |
| 56          | 42          | «Luisa Martín» | 17 de julio de 2013      | 1 875 000 (17,2%) |
| 57          | 43          | «Carlos Moyá y Mónica Molina»                                                                                          | 24 de julio de 2013      | 1 436 000 (14,7%) |

### Temporada 3: 2013 - 2014
| N.º (serie) | N.º (temp.) | Invitados                                    | Fecha de emisión         | Audiencia         |
| ----------- | ----------- | -------------------------------------------- | ------------------------ | ----------------- |
| 58          | 1           | «David Hasselhoff y Pablo López»             | 11 de septiembre de 2013 | 1 606 000 (14,8%) |
| 59          | 2           | «Bibiana Fernández y Pasión Vega»            | 18 de septiembre de 2013 | 1 800 000 (16,1%) |
| 60          | 3           | «Dafne Fernández, Silvia Alonso y Rafa Blas» | 25 de septiembre de 2013 | 1 873 000 (17,4%) |
| 61          | 4           | «La Toya Jackson»                            | 2 de octubre de 2013     | 1 886 000 (16,7%) |
| 62          | 5           | «Pamela Anderson y La Húngara»               | 9 de octubre de 2013     | 1 738 000 (15,9%) |
| 63          | 6           | «Carlos Baute»                               | 24 de octubre de 2013    | 1 568 000 (13,4%) |
| 64          | 7           | «Loles León y Silvia Tortosa»                | 31 de octubre de 2013    | 1 668 000 (15,2%) |
| 65          | 8           | «Lorenzo Lamas»                              | 7 de noviembre de 2013   | 1 547 000 (13,6%) |
| 66          | 9           | «Manuel Carrasco y Toñi Salazar»             | 14 de noviembre de 2013  | 1 852 000 (15,9%) |
| 67          | 10          | «Sergio Dalma»                               | 21 de noviembre de 2013  | 1 851 000 (15,5%) |
| 68          | 11          | «Chenoa»                                     | 28 de noviembre de 2013  | 2 130 000 (18,1%) |
| 69          | 12          | «Il Divo y OBK»                              | 5 de noviembre de 2013   | 2 137 000 (17,8%) |
| 70          | 13          | «Antonio Orozco y Olé Olé»                   | 12 de noviembre de 2013  | 2 122 000 (18,3%) |
| 71          | 14          | «Laura Pausini y Carmen Flores»              | 19 de diciembre de 2013  | 2 047 000 (17,5%) |
| 72          | 15          | «Luz Casal y Fernando Tejero»                | 26 de diciembre de 2013  | 2 144 000 (16,4%) |
| 73          | 16          | «Vanesa Romero y Ecos del Rocío»             | 2 de enero de 2014       | 2 236 000 (16,4%) |
| 74          | 17          | «Mireia Belmonte y Melanie Olivares»         | 9 de enero de 2014       | 1 632 000 (13,5%) |
| 75          | 18          | «Siempre Así»                                | 16 de enero de 2014      | 1 901 000 (16,4%) |
| 76          | 19          | «Nacho Guerreros y Tamara»                   | 23 de enero de 2014      | 1 782 000 (14,6%) |
| 77          | 20          | «Café Quijano»                               | 30 de enero de 2014      | 1 853 000 (15,1%) |
| 78          | 21          | «Mariano Peña y David DeMaría»               | 5 de febrero de 2014     | 1 987 000 (17,1%) |
| 79          | 22          | «Bertín Osborne»                             | 12 de febrero de 2014    | 2 171 000 (18,4%) |
| 80          | 23          | «David Bisbal y Pastora Soler»               | 15 de febrero de 2014    | 1 708 000 (12,9%) |
| 81          | 24          | «Marta Sánchez»                              | 22 de febrero de 2014    | 2 017 000 (13,8%) |
| 82          | 25          | «Lola Herrera»                               | 1 de marzo de 2014       | 1 826 000 (14,2%) |
| 83          | 26          | «Carlos Iglesias y Christian Castro»         | 8 de marzo de 2014       | 1 896 000 (15,2%) |
| 84          | 27          | «Katia Aveiro»                               | 15 de marzo de 2014      | 1 841 000 (14,6%) |

### Temporada 4: 2014
| N.º (serie) | N.º (temp.) | Invitados                                                       | Fecha de emisión         | Audiencia         |
| ----------- | ----------- | --------------------------------------------------------------- | ------------------------ | ----------------- |
| 85          | 1           | «María Patiño y Jorge Javier Vázquez (Jordi González presenta)» | 22 de marzo de 2014      | 2 036 000 (15,5%) |
| 86          | 2           | «Lolita Flores»                                                 | 29 de marzo de 2014      | 1 764 000 (13,7%) |
| 87          | 3           | «María Parrado y Las Supremas de Móstoles»                      | 5 de abril de 2014       | 1 582 000 (12,7%) |
| 88          | 4           | «Ana García Obregón y Abraham Mateo»                            | 12 de abril de 2014      | 1 711 000 (14,1%) |
| 89          | 5           | «Luján Argüelles y La Unión»                                    | 19 de abril de 2014      | 1 393 000 (13,0%) |
| 90          | 6           | «Rubén Cortada y Malú»                                          | 26 de abril de 2014      | 1 898 000 (15,5%) |
| 91          | 7           | «Paco León y María León»                                        | 3 de mayo de 2014        | 1 763 000 (15,2%) |
| 92          | 8           | «Kiko Rivera y Pimpinela»                                       | 10 de mayo de 2014       | 1 303 000 (10,5%) |
| 93          | 9           | «Belén Esteban y Anabel Alonso»                                 | 17 de mayo de 2014       | 1 668 000 (14,7%) |
| 94          | 10          | «Carlo Ancelotti, Rosa Benito y Rocío Carrasco»                 | 31 de mayo de 2014       | 2 091 000 (16,7%) |
| 95          | 11          | «Santi Millán, Josef Ajram y Blanca de Borbón»                  | 7 de junio de 2014       | 1 415 000 (16,3%) |
| 96          | 12          | «Tamara Falcó y Rafael Amargo»                                  | 14 de junio de 2014      | 1 481 000 (13,4%) |
| 97          | 13          | «Isabel Pantoja "Chabelita" y Edurne»                           | 21 de junio de 2014      | 1 806 000 (17,9%) |
| 98          | 14          | «El Langui»                                                     | 28 de junio de 2014      | 1 025 000 (14,0%) |
| 99          | 15          | «Conchita Wurst y Norma Duval»                                  | 5 de julio de 2014       | 1 238 000 (12,8%) |
| 100         | 16          | «Camela»                                                        | 15 de julio de 2014      | 1 613 000 (16,0%) |
| 101         | 17          | «Gemeliers y Julio José Iglesias»                               | 22 de julio de 2014      | 1 470 000 (15,0%) |
| 102         | 18          | «Carmen Janeiro»                                                | 29 de julio de 2014      | 1 656 000 (16,8%) |
| 103         | 19          | «Sergio Dalma e Isaac Díaz»                                     | 5 de agosto de 2014      | 1 640 000 (17,7%) |
| 104         | 20          | «Fonsi Nieto y Joselito»                                        | 12 de agosto de 2014     | 1 333 000 (14,9%) |
| 105         | 21          | «Melody y Teté Delgado»                                         | 19 de agosto de 2014     | 1 286 000 (12,6%) |
| 106         | 22          | «Manu Tenorio y Carlos Rivera»                                  | 26 de agosto de 2014     | 1 471 000 (16,0%) |
| 107         | 23          | «Kylie Minogue y Carmen Martínez Bordiú»                        | 6 de septiembre de 2014  | 1 045 000 (13,1%) |
| 108         | 24          | «Martina Stoessel y Pepe Marismeño»                             | 13 de septiembre de 2014 | 1 232 000 (12,5%) |
| 109         | 25          | «Jorge Resurresción 'Koke'»                                     | 20 de septiembre de 2014 | 1 391 000 (13,0%) |
| 110         | 26          | «David Bustamante y Auryn»                                      | 27 de septiembre de 2014 | 1 392 000 (12,8%) |
| 111         | 27          | «Amaia Montero»                                                 | 4 de octubre de 2014     | 1 357 000 (12,3%) |
| 112         | 28          | «Chenoa y Vanesa Martín»                                        | 11 de octubre de 2014    | 1 371 000 (12,0%) |
| 113         | 29          | «Carmen Bazán, Rubén Cortada, Diego López y Caritina Goyanes»   | 18 de octubre de 2014    | 1 317 000 (11,6%) |
| 114         | 30          | «Carmen Alcayde»                                                | 29 de octubre de 2014    | 1 518 000 (13,3%) |

### Temporada 5: 2014 - 2015
| N.º (serie) | N.º (temp.) | Invitados                                          | Fecha de emisión        | Audiencia         |
| ----------- | ----------- | -------------------------------------------------- | ----------------------- | ----------------- |
| 115         | 1           | «Amador Mohedano y Falete (Jorge Javier presenta)» | 5 de noviembre de 2014  | 1 946 000 (18,2%) |
| 116         | 2           | «Álex Ubago y Laura Pausini»                       | 12 de noviembre de 2014 | 1 787 000 (16,4%) |
| 117         | 3           | «Pablo Alborán»                                    | 19 de noviembre de 2014 | 1 770 000 (16,5%) |
| 118         | 4           | «Pepe Reina y Manu Tenorio»                        | 25 de noviembre de 2014 | 2 040 000 (14,1%) |
| 119         | 5           | «Jorge Cadaval y Carmen Lomana»                    | 2 de diciembre de 2014  | 1 694 000 (15,2%) |
| 120         | 6           | «Vicente del Bosque y Tony Aguilar»                | 9 de diciembre de 2014  | 1 566 000 (14,3%) |
| 121         | 7           | «Abraham Mateo y Ecos del Rocío»                   | 25 de diciembre de 2014 | 1 559 000 (11,7%) |
| 122         | 8           | «India Martínez, Loreto Valverde y Marta Valverde» | 1 de enero de 2015      | 1 527 000 (11,2%) |
| 123         | 9           | «María José Campanario y Mario Vaquerizo»          | 13 de enero de 2015     | 1 965 000 (16,8%) |
| 124         | 10          | «Bigote Arrocet, Merche y Los Chunguitos»          | 20 de enero de 2015     | 1 985 000 (16,6%) |
| 125         | 11          | «Mila Ximénez y Lolita Flores»                     | 27 de enero de 2015     | 2 142 000 (18,1%) |
| 126         | 12          | «Pedro García Aguado y Tamara»                     | 3 de febrero de 2015    | 2 032 000 (16,8%) |
| 127         | 13          | «Jesulín de Ubrique y El Arrebato»                 | 9 de febrero de 2015    | 2 201 000 (18,0%) |
| 128         | 14          | «Hugo Silva, Rosario Flores y Rebeca»              | 16 de febrero de 2015   | 1 924 000 (15,8%) |
| 129         | 15          | «Álex González, Rubén Cortada y Rafa Méndez»       | 23 de febrero de 2015   | 1 734 000 (14,4%) |

### Temporada 6: 2025
| N.º (serie) | N.º (temp.) | Invitados                            | Fecha de emisión      | Audiencia         |
| ----------- | ----------- | ------------------------------------ | --------------------- | ----------------- |
| 130         | 1           | «Rubén Cortada y Ana Guerra»         | 4 de enero de 2025    | 797 000 (9,4%)    |
| 131         | 2           | «Rosario Flores y Luis de la Fuente» | 11 de enero de 2025   | 909 000 (10,1%)   |
| 132         | 3           | «India Martínez y Albert Infante»    | 18 de enero de 2025   | 822 000 (9,2%)    |
| 133         | 4           | «David Bustamante y Pastora Soler»   | 25 de enero de 2025   | 947 000 (10,1%)   |
| 134         | 5           | «Cristina Medina y Beret»            | 1 de febrero de 2025  | 917 000 (9,7%)    |
| 135         | 6           | «Jaime Lorente y Yolanda Ramos»      | 15 de febrero de 2025 | 941 000 (11,1%)   |
| 136         | 7           | «Ana Peleteiro y Mala Rodríguez»     | 22 de febrero de 2025 | 898 000 (10,0%)   |
| 137         | 8           | «Xuso Jones y Verónica Castro»       | 1 de marzo de 2025    | 1 046 000 (11,3%) |
| 138         | 9           | «Malú y Antonio José»                | 8 de marzo de 2025    | 1 201 000 (12,8%) |
| 139         | 10          | «Lolita Flores»                      | 15 de marzo de 2025   | 1 015 000 (11,3%) |
| 140         | 11          | «Ion Aramendi e Isabel Aaiún»        | 22 de marzo de 2025   | 1 119 000 (12,0%) |
| 141         | 12          | «Carlos Rivera y María Isabel»       | 29 de marzo de 2025   | 1 174 000 (13,4%) |
| 142         | 13          | «Ona Carbonell y Manu Tenorio»       | 5 de abril de 2025    | 1 106 000 (12,1%) |
| 143         | 14          | «Ana García Obregón y Sole Gimenez»  | 12 de abril de 2025   | 1 037 000 (11,8%) |
| 144         | 15          | «Leire Martínez y Antoñito Molina»   | 3 de mayo de 2025     | 892 000 (11,0%)   |
| 145         | 16          | «Boris Izaguirre y La Húngara»       | 10 de mayo de 2025    | 959 000 (11,7%)   |
| 146         | 17          | «Vanesa Martín y Norma Duval»        | 24 de mayo de 2025    | 819 000 (10,9%)   |
| 147         | 18          | «Maxi Iglesias y Nebulossa»          | 7 de junio de 2025    | 720 000 (9,9%)    |

### Especiales
| N.º (serie) | N.º (temp.) | Invitados                 | Fecha de emisión      | Audiencia         |
| ----------- | ----------- | ------------------------- | --------------------- | ----------------- |
| 1           | 1           | «Las mejores historias 1» | 1 de agosto de 2012   | 1 330 000 (13,3%) |
| 2           | 2           | «Las mejores historias 2» | 30 de octubre de 2012 | 1 978 000 (14,8%) |
| 3           | 3           | «Las mejores historias 3» | 12 de julio de 2013   | 826 000 (12,0%)   |
| 4           | 4           | «Las mejores historias 4» | 24 de mayo de 2014    | 942 000 (6,7%)    |
| 5           | 5           | «Las mejores historias 5» | 8 de febrero de 2025  | 659 000 (7,1%)    |
| 6           | 6           | «Las mejores historias 6» | 25 de febrero de 2025 | 643 000 (5,0%)    |
| 7           | 7           | «Las mejores historias 7» | 17 de mayo de 2025    | 505 000 (4,8%)    |
| 8           | 8           | «Las mejores historias 8» | 31 de mayo de 2025    | 344 000 (7,4%)    |